# 1978-as Formula–1 francia nagydíj
A francia nagydíj volt az 1978-as Formula–1 világbajnokság kilencedik futama.

## Futam
| Helyezés | #  | Versenyző             | Csapat/Motor       | Körök | Idő/Kiesés oka | Rajthely | Pontszám |
| -------- | -- | --------------------- | ------------------ | ----- | -------------- | -------- | -------- |
| 1        | 5  | Mario Andretti        | Lotus-Ford         | 54    | 1:38:51,92     | 2        | 9        |
| 2        | 6  | Ronnie Peterson       | Lotus-Ford         | 54    | +2,93          | 5        | 6        |
| 3        | 7  | James Hunt            | McLaren-Ford       | 54    | +19,8          | 4        | 4        |
| 4        | 2  | John Watson           | Brabham-Alfa Romeo | 54    | +36,88         | 1        | 3        |
| 5        | 27 | Alan Jones            | Williams-Ford      | 54    | +41,81         | 14       | 2        |
| 6        | 20 | Jody Scheckter        | Wolf-Ford          | 54    | +54,53         | 7        | 1        |
| 7        | 26 | Jacques Laffite       | Ligier-Matra       | 54    | +54,74         | 10       |          |
| 8        | 35 | Riccardo Patrese      | Arrows-Ford        | 54    | +1:24,88       | 12       |          |
| 9        | 8  | Patrick Tambay        | McLaren-Ford       | 54    | +1:27,06       | 6        |          |
| 10       | 3  | Didier Pironi         | Tyrrell-Ford       | 54    | +1:29,98       | 16       |          |
| 11       | 16 | Hans-Joachim Stuck    | Shadow-Ford        | 53    | +1 kör         | 20       |          |
| 12       | 12 | Gilles Villeneuve     | Ferrari            | 53    | +1 kör         | 9        |          |
| 13       | 9  | Jochen Mass           | ATS-Ford           | 53    | +1 kör         | 25       |          |
| 14       | 31 | René Arnoux           | Martini-Ford       | 53    | +1 kör         | 18       |          |
| 15       | 36 | Rolf Stommelen        | Arrows-Ford        | 53    | +1 kör         | 21       |          |
| 16       | 10 | Keke Rosberg          | ATS-Ford           | 52    | +2 kör         | 26       |          |
| 17       | 19 | Vittorio Brambilla    | Surtees-Ford       | 52    | +2 kör         | 19       |          |
| 18       | 11 | Carlos Reutemann      | Ferrari            | 49    | +5 kör         | 8        |          |
| Kiesett  | 30 | Brett Lunger          | McLaren-Ford       | 45    | Motorhiba      | 24       |          |
| Kiesett  | 14 | Emerson Fittipaldi    | Fittipaldi-Ford    | 43    | Felfüggesztés  | 15       |          |
| Kiesett  | 18 | Rupert Keegan         | Surtees-Ford       | 40    | Motorhiba      | 23       |          |
| Kiesett  | 33 | Bruno Giacomelli      | McLaren-Ford       | 28    | Motorhiba      | 22       |          |
| Kiesett  | 1  | Niki Lauda            | Brabham-Alfa Romeo | 10    | Motorhiba      | 3        |          |
| Kiesett  | 4  | Patrick Depailler     | Tyrrell-Ford       | 10    | Motorhiba      | 13       |          |
| Kiesett  | 17 | Clay Regazzoni        | Shadow-Ford        | 4     | Elektronika    | 17       |          |
| Kiesett  | 15 | Jean-Pierre Jabouille | Renault            | 1     | Motorhiba      | 11       |          |
| NK       | 37 | Arturo Merzario       | Merzario-Ford      |       |                |          |          |
| NK       | 22 | Derek Daly            | Ensign-Ford        |       |                |          |          |
| NK       | 25 | Héctor Rebaque        | Lotus-Ford         |       |                |          |          |

## Statisztikák
Vezető helyen:
- Mario Andretti: 54 (1-54)

Mario Andretti 11. győzelme, John Watson 2. pole-pozíciója, Carlos Reutemann 3. leggyorsabb köre.
- Lotus 68. győzelme.